# 개밥그릇
《개밥그릇》은 2004년 1월 23일에 SBS에서 방영된 설날 특집 드라마이다.

## 등장 인물

### 주요 인물
- 권해효 : 중태 역
- 권민중 : 여순경 역

### 그외 인물
- 나문희
- 김지영
- 임현식
- 이희도
- 정한헌
- 정원중
- 임대호
- 이승형
- 임경옥
- 민경조
- 김창준
- 김형범
- 전성은
- 차승민
- 원숙희
- 황보라
- 여호민
- 박정선
- 고서령
- 고진명
- 홍순창
- 최성웅
- 한춘일
- 이경원
- 김홍수
- 정종현
- 박효신
- 기연호
- 라왕규
- 이설빈
- 이재석
- 김수민
- 박진